# 荒井孝
荒井 孝（あらい たかし、1960年〈昭和35年〉6月29日 - ）は、日本の俳優、声優、ナレーター、イベントMC、物流ドライバー。宮城県出身。石井光三オフィス、劇団四季、Y・S・Kエンターテインメント

## 経歴
1986年、コントグループ「ジョーク・アベニュー」を結成。
1992年、NHK新人演芸大賞優秀賞を受賞。
1997年解散。解散後は俳優、ナレータ、イベントMCとして活動。
2011年、劇団四季入団
2022年、Y・S・Kエンターテインメント

## 出演

### テレビ
- ダブル・ウーマン・ベビー（1990年、日本テレビ）
- ビッグトゥデイ（1995年 - 1996年、フジテレビ）
- 仮面マン（1997年、フジテレビ） - 主演：田丸雄一 役
- 愛と友情のブギウギ（2005年、NHK）
- プラチナシート（2008年、フジテレビ）

### 映画
- 乱（1985年、監督：黒澤明）
- トラブルシューター（1995年、監督：原田眞人）
- あばれブン屋（1998年、監督：那須博之）
- さそり座女囚701号（1998年、ビジョンスギモト）
- ぽっぽや（1999年、監督：降旗康男）
- 兜王ビートル（2005年、監督：河崎実）
- コアラ課長（2006年、監督：河崎実）

### 舞台・イベント
- 曽根崎新宿(1986年　和田勉演出)
- お隣の人々part2(1997年　キモサベポン太演出)
- 里見八犬伝（2003年　堀口達哉演出）
- 機械仕掛けのフーリン(2005年　岩崎カズヒロ演出)
- ビューティフルドリーマー(2006年　じんのひろあき演出)
- あなたはロボット(2006年　戸沼智貴演出)
- 韓流 in Saitama Super Arena (2007年 西尾まさひこ演出)
- ゼイラム(2007年　吉久直志演出)
- ノスタルジックカフェ(2007年　中澤剛志演出)
- 臥龍頂上伝－DORAGON　ROAD(2008年　吉久直志演出)
- おい、オヤジ！(2008年　中澤剛志演出)
- ミスコリア日本選抜大会（2003年～2009年 西尾まさひこ演出）
- 【劇団四季（2011年～2021年）／定期公演・全国巡回公演逐次】
  - はだかの王様
  - 間奏曲
  - サウンドオブミュージック
  - ハムレット
  - ジョン万次郎の夢
  - 王子とこじき
  - ウェストサイド物語
  - 恋に落ちたシェイクスピア
  - アンデルセン

- 「めぐみへの誓い－奪還－（劇団夜想会 演出：・野伏翔）」 - 蓮池透 役
  - 全国ツアー（2022年より）
- 「祖国への挽歌」2023年 劇団夜想会 野伏翔 演出
- 「12」 2024年 佐羽英 演出　劇団夜想会 アトリエ公演

### ナレーション・企業イベント
- 京都見聞録(2007年　KBS京都)
- スノコ　エンジンオイル　CM
- THE KISS　　CM

- 三菱電機
- アフラック
- マイクロソフト
- 日立
- パナソニック
- トヨタ
- バンダイナムコ
- コナミ
- NEC
- 富士通
- デビアスダイアモンド
- トヨタホーム
- 三井不動産
- Jリーグ30周年CMナレーション（2023年）